# Ten no Kata
Ten-no-Kata (jap.: 天の形, Himmelsform) ist eine Kata des Shōtōkan-Karate. Sie wurde, wie auch die drei Taikyoku-Katas, von Gichin Funakoshi und seinem Sohn Yoshitaka Funakoshi zusammen in den 1930er Jahren entwickelt. Ten-no-Kata ist die einzige Kumite-Kata im Kanon der Shotokan-Kata, das bedeutet, dass es eine standardisierte Form der Anwendung mit Partnern (Bunkai) gibt, die ein fester Bestandteil der Kata ist. Die Kata selbst besteht aus zwei Teilen: der Omote-Form, die vom Ausführenden alleine geübt wird, und der Ura-Form, welche mit Partner im Sinne eines Kihon-Ippon-Kumite zu trainieren ist. Die Kata verdeutlicht somit die alte Philosophie des Karate: Ikken hissatsu – dem „Töten mit einem Schlag“.
1935 wurde Ten-no-Kata zum ersten Mal in Funakoshis großem Standardwerk Karate-Do Kyohan veröffentlicht. In seinen beiden älteren Werken Ryukyu Kempo Karate (1922) und Rentan Goshin Karate Jutsu (1925) wurde die Kata noch nicht erwähnt. Ausführlich wird sie dann 1943 in seinem Buch Karate-Do Nyumon beschrieben. Funakoshi weist ausdrücklich darauf hin, dass der von ihm entworfene Ablauf der Ten-no-Kata nur die Basis dieser Kumite-Kata ist, die, nachdem der Karateka sie verinnerlicht hat, im selben Sinne weiterzuentwickeln ist. Die Ausführung der Kata im Omote erscheint dem fortgeschrittenen Karateka auf den ersten Blick einfach und wenig herausfordernd, versucht man jedoch die Bewegungen zu meistern und dabei eine entsprechende mentale Haltung (bereit zum Töten oder Sterben) zu erreichen, hat man einige Zeit der Übung vor sich.
Funakoshi führte die Kata nach der Wandlung der okinawanischen Schreibweise von Karate (China-Hand) in die japanische Schreibweise (leere Hand) ein. Er schuf die Kata als die Quintessenz seines langen Karate-Lebens, um in ihr den harmonischen Dreiklang der Elemente Kihon, Kata und Kumite in einer Übungsform zu kombinieren und somit einen Impuls für die Weiterentwicklung seiner Karate-Auffassung zu setzen.
Heute wird Ten-no-kata hauptsächlich im Shotokai, der Karate-Vereinigung von Egami Shigeru, gelehrt und geübt. Im Shotokan der JKA (und der aus ihr entstandenen Tochter-Organisationen) ist sie eher stiefmütterlich behandelt worden und hat dort heute keine besondere Bedeutung mehr. Shitō-Ryū und Goju-Ryu haben ebenfalls – teils sehr ähnliche – Kihon-Kata. Die Shotokan-Kihon-Katas werden heute von der IMAF noch gelehrt.